# Dying on the Vine
„Dying on the Vine“ je píseň velšského hudebníka Johna Calea. Vyšla v roce 1985 na jeho desátém sólovém albu Artificial Intelligence a také jako singl s písní „Everytime the Dog's Bark“ na straně B (singl byl dostupný jak na 7" desce, tak i na 12"). Spoluautorem textu, stejně jako u dalších písní na albu, je newyorský spisovatel Larry „Ratso“ Sloman. Jeho historie sahá až do roku 1976, kdy byl Sloman v Hollywoodu s Tomem Waitsem a Chuckem E. Weissem. Původně se ve Slomanově textu vyskytoval verš Living out in Hollywood, který však Cale následně změnil na Living like a Hollywood.
Caleova původní verze později vyšla na kompilačních albech Seducing Down the Door: A Collection 1970–1990 (1994) a Close Watch: An Introduction to John Cale (1999). Sólová verze vyšla na koncertním albu Fragments of a Rainy Season (1992). Sloman v roce 2019 nazpíval vlastní verzi a vydal ji na svém sólovém albu Stubborn Heart. Coververze písně nahráli například kanadská kapela Sawtooth (na albu Dog, As Life), Provisorios (Hey, Ho, Let's Go … To Mexico, 2001), CCC Inc. (Jan, 2001) a Mane (Alpha Female, 2017). Kapela RVG vydala svou verzi písně v roce 2019.